# Luci Mantenni Sabí
Luci Mantenni Sabí (llatí: Lucius Mantennius Sabinus) fou un polític i senador de l'Imperi Romà al segle iii. Entre el 227 i el 228 i entre el 229 i el 230 fou governador de la província de Mèsia Inferior.